# Рашитова Сагіда Фареївна
Танхилу Рашитова (Сагіда Фареївна Рашитова) (1 січня 1905 — 21 лютого 1988) — башкирська театральна артистка, громадський діяч. Одна з перших акторок національної сцени Башкирського державного академічного театру. Народна артистка Башкирської АРСР (1940). У 1939—1945 роках обиралася депутатом Уфимської міськради.

## Біографія
Рашитова Сагіда Фареївна народилася 1 січня 1905 року в с. Кузяново Стерлітамацького повіту Уфимської губернії (Ішимбайський район Республіки Башкортостан) в селянській родині.
В 1922-24 навчалася в Башкирському інституті народної освіти в Оренбурзі, брала участь у роботі любительського театру. У 1932 році закінчила Башкирський технікум мистецтв (педагоги В. Г. Муртазін-Іманський, М. А. Магадеєв, Х. Г. Бухарський).
Працювала в 1924—1970 роках в Башкирському академічному театрі драми.
Померла 21 лютого 1988 року в Уфі.

## Про псевдонім
У 1922 році самодіяльним колективом Башкирського інституту народної освіти поставлена п'єса Бурангулова «Ашкадар» 1917 року, заснована на сюжеті народних пісень і легенд. Сюжет п'єси: молодий мисливець Юмагул і дівчина Танхилу люблять один одного, до батька дівчини приходять свати і після довгих роздумів батьки вирішуються видати її за Юмагула. Відбулося весілля, і молоді зажили щасливо. Але під час полювання Юмагул загинув, його батьки скликали кураїстів і співаків, які й склали пісню «Ашкадар» про загибель мисливця. Спектакль мав серйозний успіх, особливо глядачі відзначили гру Сагіди Рашитової, виконавиці ролі Танхилу. У 1924 році вона була запрошена в башкирський театр Уфи і стала відомою актрисою, взявши собі сценічний псевдонім Танхилу Рашитової.
Також є згадка, що Рашитова — «Далека родичка Валіді Танхилу Рашитова — вона змінила ім'я, щоб уберегтися».

## Театральні роботи
Ролі Танхилу («Ашҡаҙар» — «Ашкадар» М. А. Бурангулова), Шаура («Шәүрәкәй» — «Шаура» Бурангулова), Сарвар («Башмагым»), Галіябану (драма М. Файзі), Ынйыкай («Ынйыҡай менән Юлдыҡай» — «Инйикай і Юлдикай» Х. Г. Габітова), Дездемона («Отелло» У. Шекспіра), Амалія («Юлбаќарҙар» — «Розбійники» Ф. Шіллера), Марія Антонівна («Тикшереүсе» — «Ревізор»), Агафія Тихонівна («Өйләнеү» — «Одруження»; обидві — М. В. Гоголя), Анна Таланова («Ябырылыу» — «Нашестя» Л. М. Леонова), Шамсинур («Ул ҡайтты» — «Він повернувся» А. К. Атнабаєва).

## Нагороди та звання
- Народна артистка Башкирської АРСР (1940)
- Заслужена артистка Башкирської АРСР (1935)
- Орден Трудового Червоного Прапора (1944).

## Пам'ять
У рідному селі Кузяново її ім'ям названа вулиця Т. Рашитової.